# Villa Santa Maria
Villa Santa Maria es un municipio situado en el territorio de la Provincia de Chieti, en Abruzos (Italia).

## Demografía
| Gráfica de evolución demográfica de Villa Santa Maria entre 1861 y 2001 |
|                                                                         |
| fuente ISTAT - elaboración gráfica a cargo de Wikipedia                 |

- Datos: Q51317
- Multimedia: Villa Santa Maria / Q51317

1. ↑  Worldpostalcodes.org, código postal n.º 66047.
2. ↑  «Codici Catastali». Comuni-italiani.it (en italiano). Consultado el 29 de abril de 2017.